# Marie-Eustelle Harpain
Marie-Eustelle Harpain est une mystique française née le 19 avril 1814 à Saintes et morte dans la même ville le 29 juin 1842. Elle est surnommée l'« ange de l'Eucharistie ».

## Biographie
Marie-Eustelle née le 19 avril 1814 rue du Pérat dans le quartier Saint-Pallais à Saintes, elle se montre rapidement tendre, sensible et d'une très grande piété. À dix ans, elle sait lire et écrire. À quinze, après une période de relâchement spirituel, elle opère une conversion totale. Ce qui lui vaut des railleries, qu'elle supporte avec douceur.

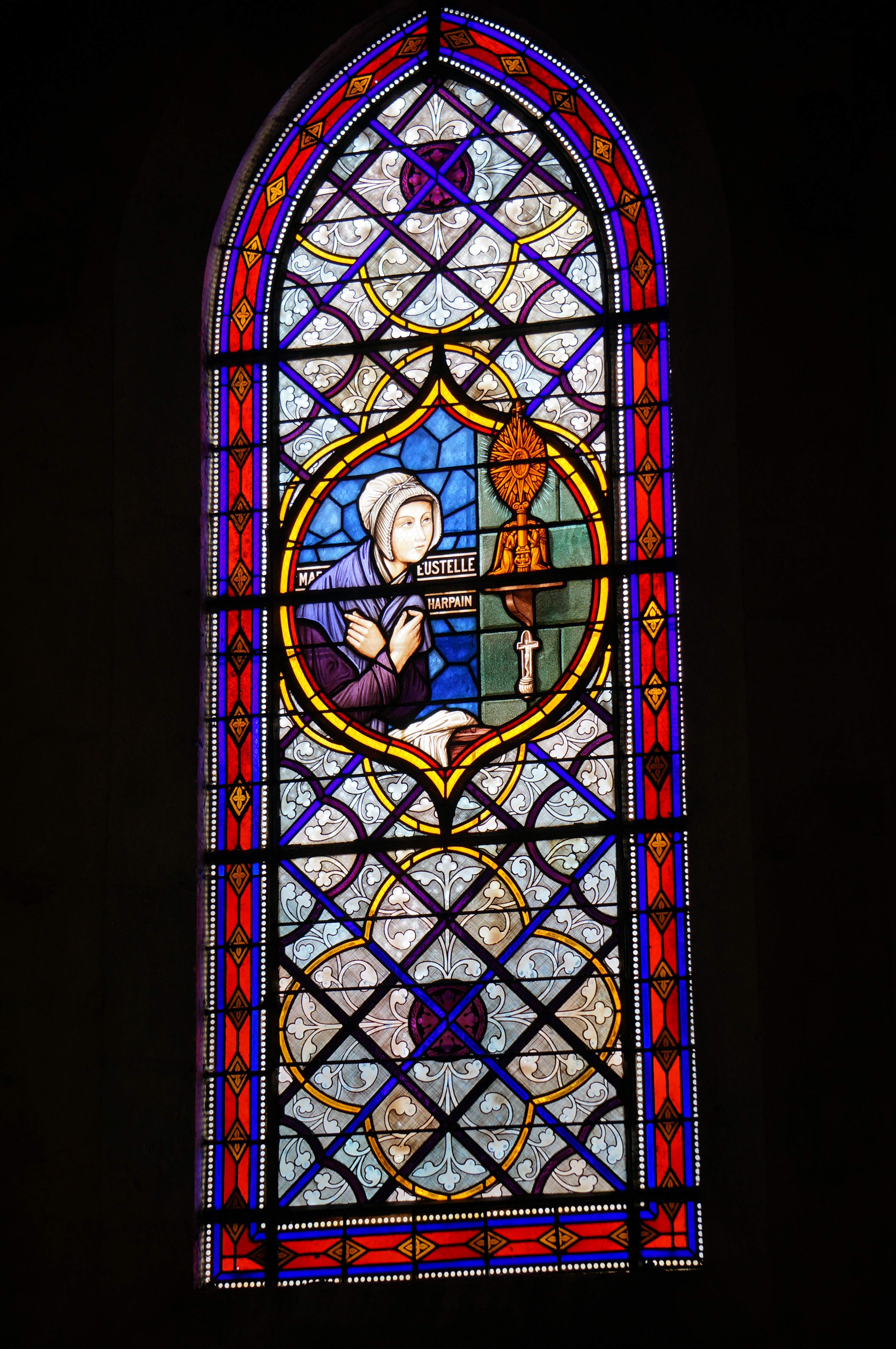
Vitrail de Marie-Eustelle dans la cathédrale de Saintes.

Un premier essai de vie religieuse est infructueux. Elle deviendra lingère et couturière. Sa dévotion s'affirmant, on la charge de l'entretien des linges et des ornements de l'église Saint-Pallais. Sa piété la fait de plus en plus ressembler à un ange. Elle prononce ses vœux religieux et réussit à concilier ses occupations pratiques et ses oraisons incessantes. L'évêque de la Rochelle confirmera la sincérité de son engagement. Elle meurt le 29 juin 1842, à l'âge de vingt-huit ans, épuisée par ses ardeurs eucharistiques. Elle est d'abord inhumée dans l’ancien cimetière Saint-Pallais puis dans le cimetière actuel avant de rejoindre l’église Saint-Pallais au cours d’une grande cérémonie avec un cortège de dizaines de jeunes filles toutes vêtues de blanc.
Par l'intermédiaire de l'évêque de La Rochelle Jean-Auguste Eyssautier, sa cause en béatification a été introduite en 1921, mais tout fut stoppé en 1958. Car le postulateur de Rome avait deux « dossiers » à traiter, Marie-Eustelle Harpain et les Pontons de Rochefort (Jean-Baptiste Souzy et ses compagnons prêtres réfractaires déportés), mais il avait pris totalement en charge le dossier sur les prêtres réfractaires et mis de côté le dossier de Marie-Eustelle. En novembre 2022, l’assemblée plénière des évêques de France a voté la réouverture de sa cause de béatification.

## Publications
- Recueil des écrits de Marie Eustelle, née à Saint-Palais de Saintes le 19 juin 1814, morte le 29 juin 1842 (1860)
- Allons nous reposer sur le Coeur de Jésus, Vie et correspondance de Marie-Eustelle Harpain, Editions des Oyats, 2025, 258 p.

## Sources
- Jules Charton, Un modèle Marie-Eustelle Harpain : aux jeunes filles apôtres, Librairie Saint-Paul (Paris) ; Apôtre du foyer (Saint-Étienne), 1932
- Joséphine-Marie de Gaulle, Marie Eustelle (Harpain), Lefort, 1877
- Hersey Wauchope, Marie Eustelle Harpain, 1930
- Claudius-Maria Mayet, Marie-Eustelle Harpain, ou l'ange de l'Eucharistie, d'après son biographe, 1909
- L. Poivert, Vie et vertus de Marie-Eustelle Harpain dite l'Ange de l'Eucharistie (1814-1842), Feron-Vrau, 1922
- Élie Maire, Marie-Eustelle Harpain (1814-1842), une amante de Jésus-Hostie, Lethielleux, 1925
- Mary Bernard, The Angel of the Eucharist: Marie Eustelle Harpain, 1814-1842, 1923